# 蟠形總目
蟠形總目（學名：Oniscomorpha）是倍足綱之下的一個分類元，又稱球馬陸，屬於唇颚亚纲（Chilognatha）五带马陆下纲（Pentazonia）的一種節肢動物。原為目級分類，現時升格為總目級。
與其他同綱物種相比，蟠形總目物種的體長顯得很短：一般只有11到13個體節，而且當受到干擾時，可以把身體蜷曲成為球狀以防禦。這種演化出來的特徵，原來在本總目之一的兩個目是分別演化出來，成為了趨同演化的一個例子。球馬陸一類的物種主要是腐食性，以樹林內腐爛的植物為食。

## 學名語源

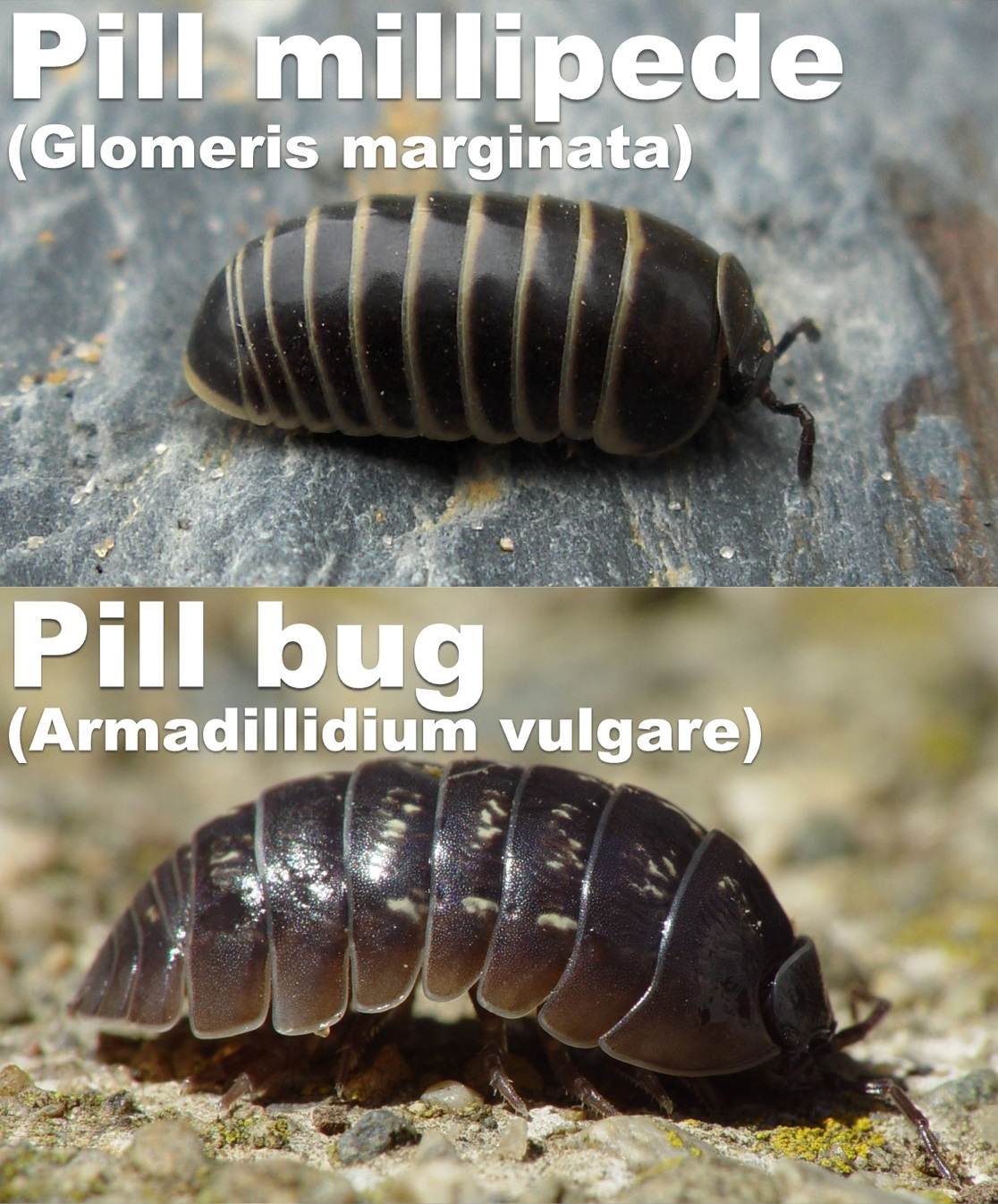
球馬陸（上：Pill millipede，Glomeris marginata）和鼠婦（下：Pill bugArmadillidium vulgare）的對照圖

蟠形總目的學名「Oniscomorpha」源於鼠婦（木蝨）的學名「Oniscidea」。然而，這兩個物種雖然外型相似，實際上並沒有親屬關係：球馬陸（蟠形總目）屬於多足亞門之下（包括馬陸等），而木蝨則屬於甲殼亞門的陸生甲殼生物。

## 分類
本目物種可以分為以下兩個科：
- 球马陆目（Glomerida）
  - 球马陆科（Glomeridae）
- 蟠馬陸目（Sphaerotheriida）
  - 蟠馬陸科（Sphaerotheriidae）
- Amynilyspedida（†已滅絕）